# Rally van Bulgarije 2010
De Rally van Bulgarije 2010, formeel 41st Rally Bulgaria, was de 41e editie van de Rally van Bulgarije en de zevende ronde van het wereldkampioenschap rally in 2010. Het was de 473e rally in het wereldkampioenschap rally die georganiseerd wordt door de Fédération Internationale de l'Automobile (FIA). De start en finish was in Borovets.

## Programma
| Etappe | Datum            | Klassementsproeven | Competitieve afstand |
| ------ | ---------------- | ------------------ | -------------------- |
| 1      | Vrijdag 9 juli   | 4                  | 118,68 kilometer     |
| 2      | Zaterdag 10 juli | 6                  | 140,90 kilometer     |
| 3      | Zondag 11 juli   | 4                  | 94,52 kilometer      |
|        |                  |                    |                      |
| Totaal | Totaal           | 14                 | 354,10 kilometer     |

## Resultaten
| Algemene top tien | Algemene top tien | Algemene top tien    | Algemene top tien                  | Algemene top tien | Algemene top tien | Algemene top tien | Algemene top tien |
| Pos.              | #                 | Rijder               | Auto                               | Gr/kl             | Tijd              | Eerste            | Punten            |
| Pos.              | #                 | Navigator            | Inschrijving                       | C                 | Straftijd         | Vorige            | Punten            |
| ----------------- | ----------------- | -------------------- | ---------------------------------- | ----------------- | ----------------- | ----------------- | ----------------- |
| 1.                | 1                 | Sébastien Loeb       | Citroën C4 WRC                     | A8                | 3:02:39,2         | 0:00              | 25                |
| 1.                | 1                 | Daniel Elena         | Citroën Total WRT                  | C                 |                   | =                 | 25                |
| 2.                | 2                 | Daniel Sola          | Citroën C4 WRC                     | A8                | 3:03:08,7         | + 29,5            | 18                |
| 2.                | 2                 | Marc Martí           | Citroën Total WRT                  | C                 |                   | + 29,5            | 18                |
| 3.                | 11                | Petter Solberg       | Citroën C4 WRC                     | A8                | 3:03:15,5         | + 36,3            | 15                |
| 3.                | 11                | Chris Patterson      | Petter Solberg World Rally Team    | A8                |                   | + 6,8             | 15                |
| 4.                | 7                 | Sébastien Ogier      | Citroën C4 WRC                     | A8                | 3:04:34,2         | + 1:55,0          | 12                |
| 4.                | 7                 | Julien Ingrassia     | Citroën Junior Team                | C                 |                   | + 1:18,7          | 12                |
| 5.                | 3                 | Mikko Hirvonen       | Ford Focus RS WRC 09               | A8                | 3:05:57,0         | + 3:17,8          | 10                |
| 5.                | 3                 | Jarmo Lehtinen       | BP Ford Abu Dhabi World Rally Team | C                 |                   | + 1:22,8          | 10                |
| 6.                | 4                 | Jari-Matti Latvala   | Ford Focus RS WRC 09               | A8                | 3:07:07,7         | + 4:28,5          | 8                 |
| 6.                | 4                 | Miikka Anttila       | BP Ford Abu Dhabi World Rally Team | C                 |                   | + 1:10,7          | 8                 |
| 7.                | 6                 | Per-Gunnar Andersson | Ford Focus RS WRC 08               | A8                | 3:08:04,4         | + 5:25,2          | 6                 |
| 7.                | 6                 | Jonas Andersson      | Stobart M-Sport Ford Rally Team    | C                 |                   | + 56,7            | 6                 |
| 8.                | 41                | Frigyes Turán        | Peugeot 307 WRC                    | A8                | 3:09:43,2         | + 7:04,0          | 4                 |
| 8.                | 41                | Gábor Zsíros         | Synergon Turán                     | A8                |                   | + 1:38,8          | 4                 |
| 9.                | 5                 | Matthew Wilson       | Ford Focus RS WRC 08               | A8                | 3:12:07,8         | + 9:28,6          | 2                 |
| 9.                | 5                 | Scott Martin         | Stobart M-Sport Ford Rally Team    | C                 | 0:10              | + 2:24,6          | 2                 |
| 10.               | 12                | Henning Solberg      | Ford Fiesta S2000                  | N4                | 3:15:45,2         | + 13:06,0         | 1                 |
| 10.               | 12                | Ilka Minor           | Stobart M-Sport Ford Rally Team    | N4                |                   | + 3:37,4          | 1                 |
| DNF top tien      |                   |                      |                                    |                   |                   |                   |                   |
| Pos.              | #                 | Rijder               | Auto                               | Gr/kl             | KP                | Reden             | Reden             |
| Pos.              | #                 | Navigator            | Inschrijving                       | C                 | KP                | Reden             | Reden             |
| DNF               | 28                | Harry Hunt           | Ford Fiesta R2                     | A6                | 12                | Mechanisch        | Mechanisch        |
| DNF               | 28                | Sebastian Marshall   | Harry Hunt                         | A6                | 12                | Mechanisch        | Mechanisch        |
| EX                | 31                | Yerey Lemes          | Renault Clio S1600                 | A6                | 11                | Uitgesloten       | Uitgesloten       |
| EX                | 31                | Rogelio Peñate       | Yeray Lemes                        | A6                | 11                | Uitgesloten       | Uitgesloten       |
| EX                | 43                | Krum Donchev         | Peugeot 207 S2000                  | N4                | 14                | Uitgesloten       | Uitgesloten       |
| EX                | 43                | Petar Yordanov       | Krum Donchev                       | N4                | 14                | Uitgesloten       | Uitgesloten       |
| DNF               | 44                | Jasen Popov          | Mitsubishi Lancer Evo IX           | N4                | 8                 | Ongeluk           | Ongeluk           |
| DNF               | 44                | Daniel Popov         | M-Tel Rally Team                   | N4                | 8                 | Ongeluk           | Ongeluk           |
| EX                | 45                | Petar Gyoshev        | Mitsubishi Lancer Evo IX           | N4                | 11                | Uitgesloten       | Uitgesloten       |
| EX                | 45                | Dimitar Spasov       | Prestige                           | N4                | 11                | Uitgesloten       | Uitgesloten       |
| EX                | 47                | Ignar Isaev          | Mitsubishi Lancer Evo IX           | N4                | 11                | Ongeluk           | Ongeluk           |
| EX                | 47                | Stefan Kordev        | Octane Team                        | N4                | 11                | Ongeluk           | Ongeluk           |
| DNF               | 48                | Plamen Staykov       | Mitsubishi Lancer Evo IX           | N4                | 3                 | Mechanisch        | Mechanisch        |
| DNF               | 48                | Rafi Kadir           | Plamen Staykov                     | N4                | 3                 | Mechanisch        | Mechanisch        |
| EX                | 52                | Tihomir Stratiev     | Citroën C2                         | A6                | 11                | Uitgesloten       | Uitgesloten       |
| EX                | 52                | Dobrin Borisov       | Marina MS                          | A6                | 11                | Uitgesloten       | Uitgesloten       |
| EX                | 53                | Ekaterina Stratieva  | Citroën C2 R2                      | A6                | 11                | Uitgesloten       | Uitgesloten       |
| EX                | 53                | Blagovesta Milanova  | Astra Racing                       | A6                | 11                | Uitgesloten       | Uitgesloten       |
| DNF               | 56                | Venelin Rangolov     | Citroën C2                         | A6                | 2                 | Ongeluk           | Ongeluk           |
| DNF               | 56                | Yoana Rangelova      | Rangelov Motorsport                | A6                | 2                 | Ongeluk           | Ongeluk           |

| JWRC top drie | JWRC top drie    | JWRC top drie |
| Pos.          | Rijder           | Pnt.          |
| ------------- | ---------------- | ------------- |
| 1             | Thierry Neuville | 25            |
| 2             | Hans Weijs jr.   | 18            |
| 3             | Todor Slavov     | 15            |

## Statistieken

#### Klassementsproeven
| Etappe | Datum   | KP | Starttijd | Naam            | Lengte   | Snelste rijder  | Tijd          | Gem. snelheid | Rallyleider    |
| ------ | ------- | -- | --------- | --------------- | -------- | --------------- | ------------- | ------------- | -------------- |
| 1      | 9 juli  | 1  | 10:05     | Batak Lake 1    | 31,77 km | Sébastien Loeb  | 17:33,8       | 108,53 km/u   | Sébastien Loeb |
| 1      | 9 juli  | 2  | 11:38     | Belmeken Lake 1 | 27,57 km | Sébastien Loeb  | 15:08,5       | 109,25 km/u   | Sébastien Loeb |
| 1      | 9 juli  | 3  | 14:37     | Batak Lake 2    | 31,77 km | Sébastien Loeb  | 17:35,2       | 108,39 km/u   | Sébastien Loeb |
| 1      | 9 juli  | 4  | 16:10     | Belmeken Lake 2 | 27,57 km | Sébastien Loeb  | 15:09,2       | 109,16 km/u   | Sébastien Loeb |
|        |         |    |           |                 |          |                 |               |               | Sébastien Loeb |
| 2      | 10 juli | 5  | 7:43      | Sestrimo 1      | 27,46 km | Sébastien Loeb  | 16:27,4       | 100,12 km/u   | Sébastien Loeb |
| 2      | 10 juli | 6  | 9:36      | Peshtera 1      | 18,13 km | Daniel Sordo    | 10:23,6       | 104,66 km/u   | Sébastien Loeb |
| 2      | 10 juli | 7  | 10:54     | Lyubnitsa 1     | 24,86 km | Neutralisatie   | Neutralisatie | Neutralisatie | Sébastien Loeb |
| 2      | 10 juli | 8  | 13:22     | Sestrimo 2      | 27,46 km | Petter Solberg  | 16:19,5       | 100,92 km/u   | Sébastien Loeb |
| 2      | 10 juli | 9  | 15:15     | Peshtera 2      | 18,13 km | Petter Solberg  | 10:24,2       | 104,56 km/u   | Sébastien Loeb |
| 2      | 10 juli | 10 | 16:33     | Lyubnitsa 2     | 24,86 km | Petter Solberg  | 13:32,8       | 110,11 km/u   | Sébastien Loeb |
|        |         |    |           |                 |          |                 |               |               | Sébastien Loeb |
| 3      | 11 juli | 11 | 8:46      | Muhovo 1        | 29,53 km | Petter Solberg  | 15:29,7       | 114,35 km/u   | Sébastien Loeb |
| 3      | 11 juli | 12 | 9:28      | Slavovitsa 1    | 17,73 km | Daniel Sordo    | 9:23,2        | 113,33 km/u   | Sébastien Loeb |
| 3      | 11 juli | 13 | 11:52     | Muhovo 2        | 29,53 km | Petter Solberg  | 15:22,7       | 115,21 km/u   | Sébastien Loeb |
| 3      | 11 juli | 14 | 12:34     | Slavovitsa 2    | 17,73 km | Sébastien Ogier | 9:17,4        | 114,51 km/u   | Sébastien Loeb |

| KP overwinningen | KP overwinningen |
| Rijder           | Aantal           |
| ---------------- | ---------------- |
| Sébastien Loeb   | 8                |
| Petter Solberg   | 5                |
| Daniel Sordo     | 2                |
| Sébastien Ogier  | 1                |

## Kampioenschap standen

#### Rijders
|   | Pos. | Rijder             | Pnt. |
| - | ---- | ------------------ | ---- |
| = | 1    | Sébastien Loeb     | 151  |
| = | 2    | Sébastien Ogier    | 100  |
| = | 3    | Mikko Hirvonen     | 86   |
| = | 4    | Jari-Matti Latvala | 80   |
| = | 5    | Petter Solberg     | 78   |

#### Constructeurs
|   | Pos. | Constructeur                       | Pnt. |
| - | ---- | ---------------------------------- | ---- |
| = | 1    | Citroën Total WRT                  | 232  |
| = | 2    | BP Ford Abu Dhabi World Rally Team | 185  |
| = | 3    | Citroën Junior Team                | 125  |
| = | 4    | Stobart M-Sport Ford Rally Team    | 98   |
| = | 5    | Munchi's Ford WRT                  | 40   |

- Noot: Enkel de top 5-posities worden in beide standen weergegeven.